# Pascal de Bourbon-Siciles
Pascal, prince des Deux-Siciles, comte de Bari, né le 15 septembre 1852 au palais de Caserte, près de Naples, et mort le 21 décembre 1904 au château de la Malmaison à Rueil-Malmaison. Prince napolitain, il est le dixième des douze enfants du roi Ferdinand II des Deux-Siciles et de l'archiduchesse Marie-Thérèse d'Autriche-Teschen.

## Biographie

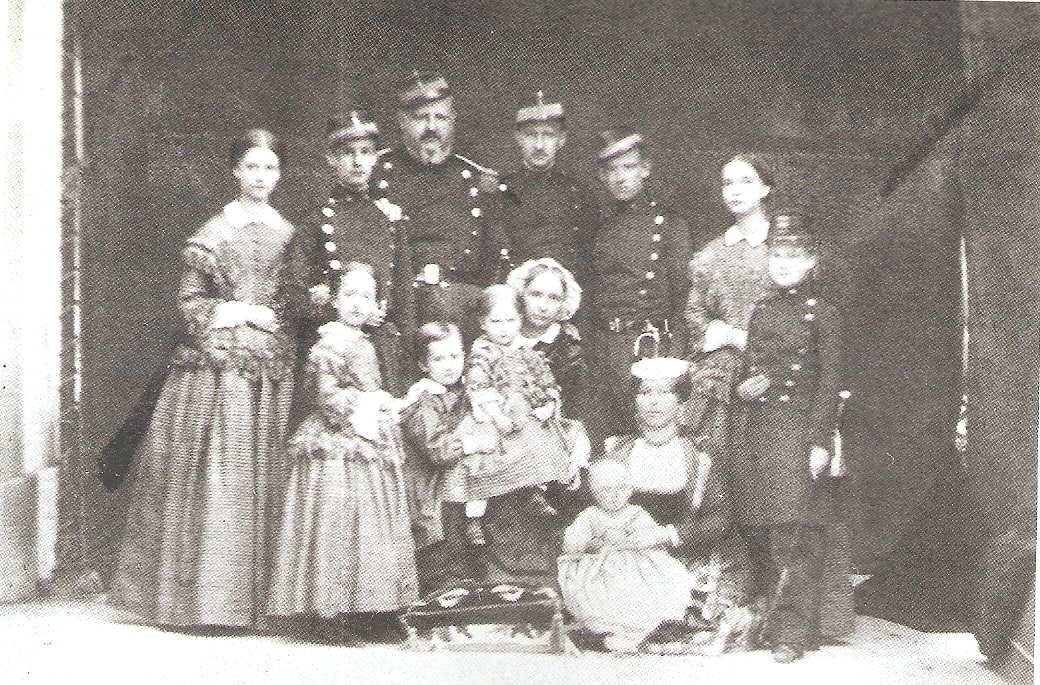
La famille royale des Deux-Siciles (vers 1857)

Il est baptisé sous les prénoms de : Pasquale Baylen Maria del Carmine Giovanni Battista Vincenzo Ferreri Michele Arcangelo Francesco di Paolo Ferdinando Francesco di Assisi Luigi-Re Alfonso Gaetano Giuseppe Pietro Paolo Gennaro Luigi Gonzaga Giovanni Giuseppe della Croce Gaspare Melchiore Baldassare Alberto Sebastiano Giorgio Venanzio Emanuele Placido Andrea Avelino Rocco Pacifico Francesci di Geronimo Felice Teziano Anna Filomena Sebazia Lucia Luitgarda Apollina et reçoit le titre de comte de Bari, deux jours après sa naissance.
Onzième enfant du couple royal, il est élevé au sein d'une famille unie et débonnaire. À l'inverse des souverains de son époque, Le roi n'hésite pas à montrer sa tendresse pour ses enfants en public tandis que la reine, éloignée des divertissements de la cour est une femme pieuse mais profondément conservatrice. Les frères aînés du prince, Louis, Alphonse et Gaëtan forment une bande  de joyeux drilles dont les facéties amusent la cour. Le jeune prince n'a que 6 ans lorsque le duc de Calabre, son demi-frère aîné et héritier du trône, épouse la duchesse Marie en Bavière, sœur de l'impératrice d'Autriche. La jeune fille se joint volontiers aux jeux de ses jeunes beaux-frères. Quelques mois après le mariage, le roi Ferdinand II meurt et le duc de calabre ceint la couronne sous le nom de François II des Deux-Siciles.
Le jeune roi inexpérimenté est confronté aux ambitions du roi Victor-Emmanuel II de Sardaigne qui, avec le soutien de la France de Napoléon III et des libéraux, cherche à unifier l'Italie à son profit. L'expédition des Mille conduite par Garibaldi oblige la famille royale à se réfugier dans la forteresse de Gaëte où la jeune reine Marie, déployant une énergie peu commune, devient l'âme de la résistance à l'envahisseur. Vaincue, la famille royale se réfugie en 1861 à Rome sous la protection du pape Pie IX. Le petit prince et ses frères et sœurs seront élevés au palais du Quirinal puis au palais Farnèse.

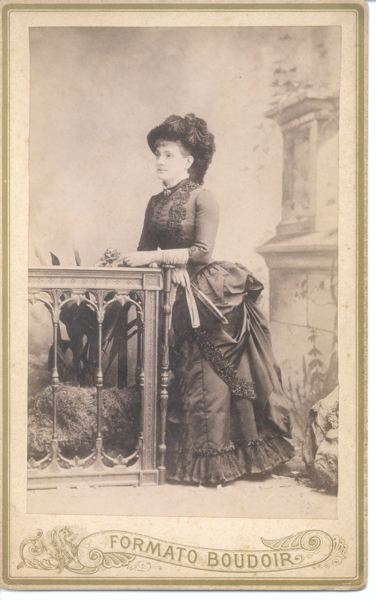
Blanche de Marconnay

Malgré les déboires de leur dynastie, les aînés de la fratrie épousent des princes et des princesses issus des dynasties catholiques qui les ont soutenus avant l'exil : Bavière, Autriche, Toscane, Espagne.
En 1867, le prince perd sa mère et son plus jeune frère, victimes du choléra. En 1871, son frère le comte de Girgenti se suicide à l'âge de 25 ans. Ses sœurs, l'archiduchesse Maria-Annunziata et la comtesse de Bardi meurent prématurément. L'ex-roi François II meurt en 1894.
Le 20 novembre 1878 à Clichy, le prince contracte une union morganatique civile[réf. nécessaire] avec Louise Blanche Berthe, dite Blanche, de Marconnay (1848-1926), fille naturelle d'Henriette de Marconnay (1807-1867) et mère d'un fils naturel, Richard de Marconnay (1865-1942), qui se marie en 1906 à Béatrix de Clinchamp-Bellegarde (1883-1966), fille de Tanneguy de Clinchamp-Bellegarde, marquis de Clinchamp-Bellegarde, et de Mathilde de Cathelineau. Le prince Pascal et Blanche de Marconnay n'ont pas d'enfants.
Le comte de Bari meurt au château de la Malmaison le 21 décembre 1904 à l'âge de 52 ans. Il est inhumé au cimetière de Montmartre (4e division) à Paris. Une plaque dans l'église Saint-Pierre-Saint-Paul de Rueil-Malmaison rappelle la mémoire de ce prince.

## Décoration
- Chevalier de l'ordre de Saint-Janvier (1870).